# Понимание комикса
«Понимание комикса» (англ. Understanding Comics) — искусствоведческий комикс Скотта Макклауда, рассказывающий о комиксе как полноценном и самостоятельном виде искусства. В книге дан глубокий и объективный анализ природы, приёмов, восприятия и культурных особенностей комикса, показано разнообразие этого вида искусства, описаны различия между западными и азиатскими рисованными историями.

## Темы книги
Основные темы книги:
- Определения, история и потенциал комикса;
- Визуальные изображения, инфографика и эффекты;
- Вовлечение и участие читателя;
- Слово-картинка. Динамика;
- Время и движение в комиксе;
- Психология стилей, линий и цвета;
- Комиксы и художественный процесс;

Понятия и идеи, изложенные автором, применяются в различных областях (в том числе, гейм-дизайн, анимация, разработка сайтов, проектирование интерфейсов). Находки, закономерности и тезисы книги будут интересны и полезны не только тем, кто рисует комиксы, но и представителям других творческих профессий: кино, телевидение, живопись, графика, искусствоведение и коммуникационные технологий в целом.
Труд переведен на 16 языков. На русском языке книга была издана в 2016 году издательством «Белое яблоко». 

## Издания

### Мягкая обложка
- Tundra (1993): ISBN 1-56862-019-5
- Paradox Press (1993): ISBN 1-56389-557-9
- Kitchen Sink (1993): ISBN 0-87816-243-7
- HarperCollins (2004): ISBN 0-06-097625-X
- «Белое яблоко» (2016): ISBN 9-78599-0360-9-0

### Твёрдый переплёт
- Kitchen Sink: ISBN 0-87816-244-5
- Vertigo: ISBN 1-56389-759-8

## Награды
- премия Харви
- премия Айснера
- премия Alph’art
- шорт-лист Нью-Йорк Таймс «Самые популярные книги 1994 года»